# The Willowz
Ne doit pas être confondu avec The Willows.
The Willowz est un groupe de garage rock américain, originaire de Anaheim, en Californie. Leur style musical est influencé par du punk, de la soul et du blues des années 1960, 1970 et 1980. Le groupe compte plusieurs albums sur le label Sympathy for the Record Industry, et sort son nouvel opus Chautauqua chez Dim Mak Records. The Willowz est reconnu échelle nationale (aux États-Unis) pour avoir été finaliste de Yahoo!'s Who's Next en décembre 2005.
Le groupe a collaboré avec Michel Gondry sur le clip de I Wonder et a à son tour produit deux morceaux sur la bande originale du film de Gondry Eternal Sunshine of the Spotless Mind. Les titres Making Certain et Ulcer Soul sont également utilisées dans le film La Science des rêves, autre film de Gondry, sorti en 2006. Le quatrième album du groupe Everyone en 2009.

## Biographie
Leur première sortie est un 45 tours au label punk rock Posh Boy Records en 2002. Ils suivent avec un album éponyme au label Dionysus Records en 2003 produit par Paul Kostabi et Richie James Follin. L'album attire l'intérêt du réalisateur français Michel Gondry qui utilisera leur morceau Something dans son film à succès Eternal Sunshine of the Spotless Mind. Gondry utilisera aussi leur morceau I Wonder pour la bande son.
The Willowz publient leur deuxième album, Talk In Circles, en 2005 au label Sympathy for the Record Industry. L'album, qui comprend 20 morceaux, est enregistré dans le garage de Follin à Anaheim. L'album comprend plusieurs styles musicaux. Il fait de nouveau participer Paul Kostabi et Richie James Follin à la production. Ils intronisent des instruments tels que le piano Fender, l'orgue, et l'instrument à vent. Il comprend aussi des samples d'animaux, de cloches d'église, et de la foule. Sympathy réédite, à cette période, leur premier album accompagné de morceaux bonus et rebaptisé Are Coming. Talk In Circles est bien accueilli par la presse spécialisée. Rolling Stone le nomme « un des meilleurs albums de 2005 ». La chanson Equation #6 est incluse dans un autre film de Michel Gondry, The Science of Sleep. The Willowz est reconnu échelle nationale (aux États-Unis) pour avoir été finaliste de Yahoo!'s Who's Next en décembre 2005.
Le groupe publie son troisième album Chautauqua en 2007 au label Dim Mak Records dirigé par Steve Aoki. Il est enregistré à Piermont, New York, aux studios Thunderdome de Paul Kostabi. L'album comprend des morceaux de guitare plus agressive. Spin accueille bien Evil Son. Le fils de Michel Gondry, Paul Gondry, réalise le clip de la chanson Take A Look Around, avec Valerie Pirson, Will Robertson, Owen Levelle, Shoko Komori, Ivan Abel, Christi Bertelsen, Yota Bertrang, et Paul Barman.
The Willowz publie son quatrième album, Everyone, en 2009 chez Dim Mak Records. Il sort en Europe le 29 mars 2010 chez Green United Music. Le groupe enregistre l'album à Dallas, au Texas, avec le producteur Stuart Sikes. Tiny Mix Tapes explique que : « contrairement aux trois précédents opus, Everyone assiste The Willowz dans sa transformation de punks californiens qui veulent tout casser en une machine à hit bien huilée. » Le morceau-titre Everyone est utilisé dans un spot commercial pour HBO au printemps 2011 intitulé Here We Come. Un autre morceau, issu de l'album, Repetition, est utilisé dans une publicité pour Mountain Dew Kickstart. Un cinquième album est annoncé courant 2017.

## Membres

### Membres actuels
- Richie James Follin - chant, guitare
- Jessica Reynoza - basse, chœurs
- William McLaren - guitare, chœurs
- Loren Humphrey - batterie

### Anciens membres
- Aric Bohn  (Guitare, chœurs)
- Alex Nowicki (Batterie)
- Dan Bush (Guitare, clavier, chœurs)

## Discographie
- 2002 : The Willowz (5"MCD chez Wanker Records, Allemagne)
- 2003 : The Willowz (7" That Willowz Feelin' b/w Think Again) (Posh Boy Records)
- 2003 : Willowz With A Z (Artmonkey Records)
- 2004 : The Willowz (Dionysus Records)
- 2005 : The Willowz are Coming (Sympathy for the Record Industry)
- 2005 : Scarling. / The Willowz (split 7", Sympathy for the Record Industry)
- 2005 : Talk In Circles (Sympathy for the Record Industry)
- 2005 : The Willowz (7" Equation #6 b/w Questionnaire) (Acid Bird Records)
- 2007 : Chautauqua (Dim Mak Records)
- 2007 : Unveil (LeGrand Bag Records)
- 2010 : Everyone (Dim Mak Records)